# チャールズ・リー (司法長官)

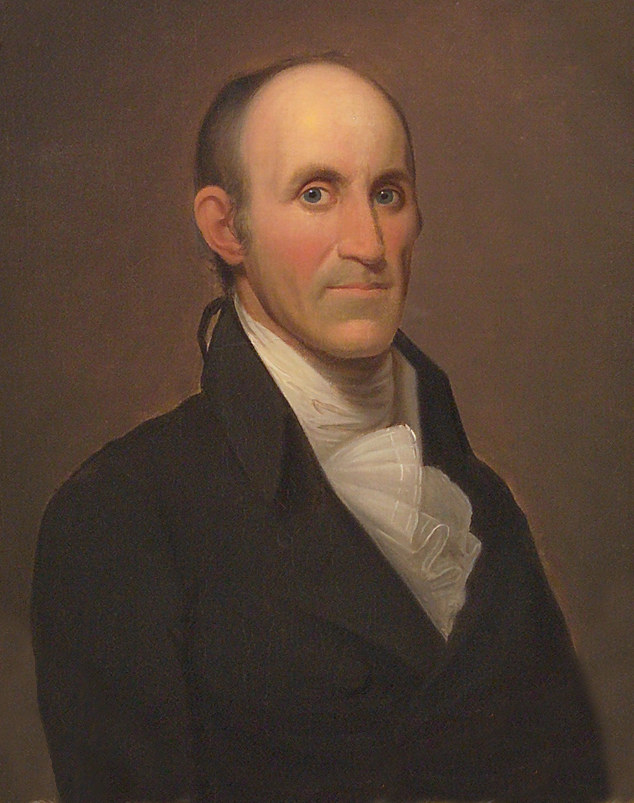
チャールズ・リー

チャールズ・リー（Charles Lee, 1758年 - 1815年6月24日）は、アメリカ合衆国の軍人、弁護士、政治家。1795年から1801年まで第3代アメリカ合衆国司法長官を務めた。

## 生い立ち
1758年、リーはバージニア植民地ウェストモーランド郡のリーシルバニア農場において、ヘンリー・リー (Henry Lee, 1729-1787) とルーシー・グリムス (Lucy Grymes, 1734-1792) の第3子として誕生した。リーは1775年にニュージャージー大学（現在のプリンストン大学）を卒業し、文学士号を取得した。その後リーはフィラデルフィアでジャレド・インガーソルとともに法律を学んだ後、1777年にバージニアへ戻った。

## 成人期
リーは成人期初期を、政治よりむしろ軍事に多く費やした。リーは1777年から1789年まで大陸海軍の海軍将校として過ごした。1789年、リーはジョージ・ワシントン大統領の好意的指名によりアレクサンドリアの港で徴税官に任ぜられ、政治生活に転身した。リーは1793年に徴税官を退いた後、1794年にバージニア州下院議員に選出された。リーは1795年まで1期1年、州下院議員を務めた。

## アメリカ合衆国司法長官
1795年、リーはワシントン大統領から司法長官に指名された。この指名は前任のウィリアム・ブラッドフォードが在任中に死去したことに伴うものであり、1795年12月10日に上院の承認を得て着任した。リーはワシントン大統領の後任のジョン・アダムズ大統領の下でも引き続き司法長官を任された。リーはアダムズ大統領の任期満了となる1801年2月19日まで司法長官を務めた。
司法長官在任中、リーはアレクサンドリアを生活の拠点とした。リーはコロンビア特別区の南部をバージニア州へ復帰させることを主張した（最終的にそれは1847年に達成された）。
またリーは1800年5月13日から1800年6月5日まで、国務長官代行も務めた。これはフランスとの和解交渉に関する対立で当時の国務長官ティモシー・ピカリングが更迭されたことに伴う緊急的な措置であった。

## 晩年
司法長官退任後、リーはポトマック地区の港務官となった。1801年、リーはトーマス・ジェファーソン大統領から最高裁判所の陪席判事職を要請されたが、リーはそれを断った。リーはその代替として巡回裁判所で判事となり、1802年に判事職を退いた。リーはその後、弁護士業を開業し、残りの生涯を法律生活に費やした。リーは最高裁陪席判事サミュエル・チェイスや副大統領アーロン・バーの弁護人を務めた。
1815年6月24日、リーはバージニア州ファキール郡において死去した。リーの遺体はバージニア州ウォレントンのウォレントン墓地に埋葬された。

## 家族
1789年2月11日、リーはバージニア州ウェストモーランド郡において従妹のアン・リー (Anne Lee, 1770-1804) と結婚した。2人の間には以下の5男1女が生まれた。
1. アン・ルシンダ・リー (Ann Lucinda Lee, 1790-1835)
2. アーサー・リー (Arthur Lee, 1791-1792)
3. リチャード・ヘンリー・リー (Richard Henry Lee, 1793-1793)
4. チャールズ・ヘンリー・リー (Charles Henry Lee, 1794-????)
5. ウィリアム・アーサー・リー (William Arthur Lee, 1796-1817)
6. アルフレッド・リー (Alfred Lee, 1799-1865)

リーは1804年9月9日にアンと死別すると、1809年7月19日にバージニア州ファキール郡においてマーガレット・クリスチャン・スコット (Margaret Christian Scott, 1783-1843) と再婚した。2人の間には以下の2男1女が生まれた。
1. ロバート・エディン・リー (Robert Eden Lee, 1810-1843)
2. エリザベス・ゴードン・リー (Elizabeth Gordon Lee, 1813-1890)
3. アレクサンダー・リー (Alexander Lee, 1815-1815)